# Xysticus bonneti
Xysticus bonneti là một loài nhện trong họ Thomisidae.
Loài này thuộc chi Xysticus. Xysticus bonneti được J. Denis miêu tả năm 1938.